# Женщина в озере
«Женщина в озере» (англ. Lady in the Lake) — американский драматический мини-сериал, основанный на одноимённом романе Лоры Липпман. Главную роль исполнила Натали Портман. Премьера состоялась 19 июля 2024 года на канале Apple TV+.

## Сюжет
В 1960-х годах в Балтиморе журналист, занимающийся расследованием нераскрытого убийства, вступает в конфликт с женщиной, стремящейся продвинуть повестку дня чёрной общины города. Главная героиня бросает своего любящего мужа и большой дом в Пайксвилле, ради карьеры газетного репортёра. Она становится одержимой идеей разгадать тайну двух отдельных убийств: одиннадцатилетней Тесси Дарст и барменши по имени Клео Джонсон.

## В ролях
- Натали Портман — Мэдди Шварц
- Мозес Ингрэм — Клео Шервуд
- И’лан Ноэль — Ферди Платт
- Майки Мэдисон — Джудит Вайнштейн
- Бретт Гельман — Милтон Шварц
- Ноа Джуп — Сет Шварц
- Мария Машкова — миссис Завадски
- Прюитт Тейлор Винс — Боб Бауэр

## Производство
Телесериал основан на одноимённом романе. Лора Липпман, автор романа, черпала вдохновение в двух реальных убийствах, произошедших в её юности. Первое — похищение и убийство 11-летней Эстер Лебовиц, белой еврейской девочки, смерть которой получила широкую огласку. Второй смертью была 33-летняя Ширли Паркер, чернокожая женщина, которую нашли мёртвой в фонтане парка Друид Хилл. Смерть Паркер получила освещение только в афро-американских газетах.
Производство мини-сериала началось в марте 2021 года, Натали Портман и Люпита Нионго получили главные роли, а режиссёром всех эпизодов сериала стала Альма Хар’эл. В апреле 2022 года к актёрскому составу присоединились Й’Лан Ноэль, Майки Мэдисон и Бретт Гелман. В мае 2022 года Нионго покинула сериал. В июне на её место была приглашена Мозес Ингрэм. Ноа Джуп, Майк Эппс, Байрон Бауэрс. Джосайя Кросс и Прюитт Тейлор Винс присоединились в июле.
Съёмки начались в апреле 2022 года, и проходили в Балтиморе. Производство ненадолго приостановилось в конце августа 2022 года, когда в адрес съёмочной группы поступили угрозы насилия во время съёмок в городе. Угрозы были признаны необоснованными после полицейского расследования.